# Hara hachi bun me
Hara hachi bun me (腹八分目, littéralement « la règle du ventre à 80 % »), est un principe japonais indiquant aux personnes de modérer la quantité d'aliments ingérés pour des questions de santé. Elle consiste principalement en ne manger que jusqu'à ce que l'on se sente repu à 80 %. Cette règle peut se traduire en français par « la modération est la clé de la santé », ou encore par « la modération est le médicament ». Il est également possible de rapporter cette règle à hara mo mi no uchi (腹も身の内), locution japonaise signifiant à la fois la modération en général, et en particulier concernant la consommation de viande.

## Okinawa
Les habitants d'Okinawa, au Japon, pratiquant la modération, semblent être l'un des seuls peuples pratiquant l'auto-restriction alimentaire. Ils consomment entre 1 800 et 1 900 kCal par jour. Okinawa a la plus haute proportion de centenaires du monde, avec un taux d'environ 50 pour 100 000.
Dans les années 1930, Clive McCay, biochimiste et professeur à l'université de Cornell, aux États-Unis d'Amérique, reporta qu'une restriction calorique conséquente prolongeait la durée de vie d'animaux de laboratoire,. Les auteurs Bradley, Craig Wilcox et Makoto Suzuke pensent que la pratique d'hara hachi bun me pourrait être une forme de restriction calorique, et ainsi prolongeant la vie de ceux qui la pratiquent. Ils pensent également que cette pratique permet à ceux qui la pratiquent de maintenir leur indice de masse corporelle (IMC) bas.